# Библис
Библис (Byblis) е малък род от насекомоядни растения от разред Lamiales, единствен в семейство Библисови (Byblidaceae). Първите видове в рода са описани от английския ботаник Ричард Антъни Салисбъри през 1808 г. Открити са и познати общо 7 вида.
Библисите изглеждат много подобни на росянката и дрозофилума, но се отличават от техните цветчета, като цветът на библиса е с пет извити тичинки на разстояние до едната страна на плодника. Тези родове в действителност не са тясно свързани.

## Растителна характеристика
Всички видове от рода имат изправен растеж и стебло порикрепено от слаба, влакнеста коренова система. Родът може да бъде разделен в две групи или „комплекси“: на B. liniflora комплекс и B. gigantea комплекс.
Листата на всички видове са кръгли в напречно сечение и силно издължени, изтъняваща към края. Повърхността на листата е гъсто осеяна с жлезисти власинки, които отделят лепкав вещество от техния връх. Те служат за привличане на малки насекоми, които при докосване са впримчени в лепкавите секрети, освен ако те са достатъчно силни, за да избягат. Плячката или умира от изтощение или се задушава. За разлика от росянката обаче библисите не могат да движат своите листа за подпомагане на залавяне или храносмилането. В резултат на това те влизат в групата хищни растения „пасивни капани“, заедно с пингуикулата, дрозофилума, роридулата, стилидиума и трифиофилума.
Наред със слизестите жлези, листата са оборудвани с неподвижни жлези, които са отговорни за секрецията на храносмилателни сокове.

## Цвят
Цветовете в този род се раждат поединично, листни-като съцветия, които се появяват от осите на листа. Цветовете са обикновено лилави до бледо виолетови, макар и B. gigantea унд B. filifolia понякога може да цъфтят и с бели цветове. С изключение на B. liniflora, всички видове изискват прашец от други растения за оплождане. Освобождаването на цветния прашец от B. gigantea и B. lamellata се задейства само от резонансната честота на кацането на опрашителя, което помага за кръстосано опрашване с други растения. Цветовете на библиса започват да цъфтят в началото на пролетта и продължават до края на лятото.

## Плодове и семена
Оплодени цветове зрели, за да образуват две капсули със семена. Тъй като капсулите със семената изсъхват те се пукат и от тях семената падат на земята след което от тях се развива новото растение. Черните семена обикновено са кръгли и често носят ципести повърхностни петна, въпреки че тези на B. lamellata са силно набраздени. Поникването на семената на много видове е причинено от честите пожари в сухия период; димът предизвиква покълването.

## Разпространение, Местообитание и Опазване
Всички видове библис са ендемични за Австралия. B. gigantea и B. lamellata са ендемични за региона на Югозападна Австралия, докато видовете, съставящи B. liniflora комплекс се намира само в северна Австралия. Изключение тук е B. liniflora, чието разпространение се простира в южната част на Индонезия и Папуа-Нова Гвинея.
Подобно на много насекомоядни растения, библисите обикновено растат в тресавища и блата. Те обикновено предпочитат сезонно песъчлива почва и частична или директна слънчева светлина с температури между ~ 5-40 °C (40-105 °F).
Като местни растения за Австралия, всички видове библис са защитени. До 2000 година, те са били под международна закрила съгласно CITES, но са били извадени от списъка, когато Австралия влиза в CITES. Оттогава търговията на рода е неконтролируема извън Австралия. Въпреки това, поради чувствителността на растението, в интерес на рода търговията му е била ограничена до една малка част от любители на насекомоядни растения. По-голямата част от растенията, продавани днес се произвеждат с култивиране, като B. filifolia и B. liniflora са най-често срещаните на пазара. Повечето от другите видове трябва да се отглеждат от семе, което често се събира от природата.
Западно австралийските видове B. gigantea и B. lamellata са застрашени от унищожаване на местообитания заради разрастването на градските райони на градове като Пърт. Особено вредно е пресушаването на влажни местообитания за създаването на обработваема земя. B. gigantea е защитена от Международния съюз за опазване на природата. Тя присъства и в Червения списък на застрашените видове и се смята за критично застрашен вид.

## Видове
Род Библис
- Вид Byblis aquatica Lowrie & Conran, 1998
- Вид Byblis filifolia Planch., (1848)
- Вид Гигантски библис (Byblis gigantea) Lindl., (1839)
- Вид Byblis guehoi Lowrie & Conran, 2008
- Вид Byblis lamellata Conran & Lowrie, (2002)
- Вид Byblis liniflora Salisb., (1808)
- Вид Byblis rorida Lowrie & Conran, (1998)